# Château de Puyguillon
Ne doit pas être confondu avec Château de Puy-Guillon.
Le château de Puyguillon, aussi appelé château du Puy-Guillon, est un ancien château fort, reconstruit au XVe siècle, qui se dresse sur la commune française de Fresselines dans le département de la Creuse, en région Nouvelle-Aquitaine.

## Localisation
Le château, qui domine un franchissement de la Petite Creuse, est situé à environ 600 mètres au nord du bourg de Fresselines, sur une petite hauteur plane surplombant un lacet de la rivière, dans le département français de la Creuse.

## Historique
La construction du château date du XIVe siècle ; le fief appartenait alors aux comtes de la Marche,.
Le « donjon » date du XVe siècle et communiquait à l'époque par une passerelle, au second étage, avec le bâtiment principal du château. Au XVIIe siècle (1634), un acte notarié atteste que le domaine est rattaché aux possessions de Crozant du comte de la Marche : « Plus, a ledit écuyer droit d'être appelé le premier aux foi et hommage, et lui est permis toutefois et quantes mondit seigneur féodal voudra prendre la possession et saisie de son châtel et châtellenie de Crozant, ledit seigneur de Puy-Guillon peut et doit aller en grande révérence jusqu'au grand cimetière dudit Crozant et aller le saluer comme son seigneur féodal ».
En 1736, le comte fait construire l'extension du bâtiment qui jouxte la tour (« donjon »).
Durant la période de l'École de Crozant (à partir des années 1840), de nombreux peintres fréquentent les abords du château, de la Petite Creuse et de la Creuse, à Fresselines ; comme par exemple Léon Detroy et Gaston Thierry. Claude Monet y séjourne quelques fois.
En 1873, le château devient propriété de la famille De Croutte, qui l'entretient toujours de nos jours.
Ce bâtiment est le seul des châteaux du pays dunois à avoir été bien entretenu jusqu'à nos jours.

## Description
Le château actuel est le résultat d'une reconstruction autorisée en 1444 par le comte de la Marche, avec « tours, tourelles, fossés, pont-levis, créneaux, mâchicoulis, canonnières et autres fortifications ».
Les bâtiments sont formés en cinq différents corps : le château (logis seigneurial) lui-même, trois corps de ferme et un pigeonnier à l'entrée de la « cour d'honneur ».
Au château : on observe un corps de logis rectangulaire ; l’angle nord est flanqué d’une grosse tour circulaire (environ 7 mètres de diamètre) surmontée de trois lucarnes, supportées par trois corbeaux. L’angle sud est flanqué d’une tour ronde, plus petite. Au milieu de la façade, on trouve une tour d’escalier en saillie[réf. souhaitée].

## Visite
Le château est une propriété privée, fermée au public. Néanmoins, les bâtiments sont visibles depuis le bourg de Fresselines, ainsi que depuis le « chemin des peintres » au départ de Fresselines.